# Sabine Bergmann-Pohl
Sabine Bergmann-Pohl (Eisenach, Alemanya, 20 d'abril de 1946) és una política democratacristiana alemanya que fou l'última a ocupar el càrrec de cap d'estat de la República Democràtica Alemanya des del 5 d'abril fins al 2 d'octubre de 1990 quan es produí la unificació d'Alemanya.
Va néixer el 20 d'abril de 1946 a la ciutat d'Eisenach, població situada a l'estat alemany de Turíngia. Va estudiar medicina a la Universitat de Berlín, on es va graduar l'any 1972. S'afilià a la Unió Cristiano-Demòcrata de l'Alemanya Oriental l'any 1981 i, el març de 1990 esdevingué membre de la Cambra del Poble de la RDA. El 5 d'abril de 1990 accedí a la presidència de la Cambra del Poble, Volkskammer i, com havia estat abolit el Consell d'Estat de la RDA, fou cap d'Estat.
Després de la unificació alemanya fou membre del Bundestag. Fou cap del Ministeri federal d'Afers Especials d'Alemanya des de 1990 a 1991 i vicesecretària d'Estat de Sanitat entre 1991 i 1998. Abandonà el Bundestag el setembre de 2002.